# Åsmon
Åsmon – miejscowość (småort) w Szwecji w gminie Sollefteå w regionie Västernorrland. Około 76 mieszkańców.